# Hedya separatana
Hedya separatana es una especie de polilla del género Hedya, tribu Olethreutini, familia Tortricidae. Fue descrita científicamente por Kearfott en 1907.

## Descripción
La envergadura es de 12-15 milímetros.

## Distribución
Se distribuye por Estados Unidos.